# Terradessus anophthalmus
Terradessus anophthalmus là một loài bọ cánh cứng trong họ Bọ nước. Loài này được Brancucci & Monteith miêu tả khoa học năm 1997.